# Aamito Lagum
Aamito Stacie Lagum (Kampala, 3 dicembre 1992) è un'attrice e modella ugandese, vincitrice della prima stagione di Africa's Next Top Model. È nota per il ruolo della regina Sheba in Tremila anni di attesa.

## Biografia
Aamito è cresciuta a Kampala solo con sua madre, Sidonia Ayaa, che dopo essere divenuta disoccupata decise di trasferirsi con la figlia a Kitgum presso i nonni. Successivamente Aamito tornò a Kampala per continuare gli studi alla St. Jude Primary School, alla Katikamu Seventh Day Adventist Senior Secondary school e alla St. Lawrence High school. All età di sedici anni intraprese la carriera da modella; il suo primo impiego si tenne durante la settimana della moda ugandese dove sfilò per la GW Collection di Gloria Wavamunno.
Nel 2012 conobbe la designer Adele Dejak, con la quale collaborò in Kenya per un servizio fotografico. Nel 2013 prese parte a un provino Nairobi per Africa's Next Top Model, condotto da Oluchi Onweagba; Lagum si fece rapidamente notare dai giudici e dagli ospiti dello show, conquistando anche l'opportunità di posare per Elle South Africa, un popolare editoriale africano. Fu poi scelta come una delle dodici finaliste del programma, che vinse nella serata finale che si tenne a Città del Capo; come ricompensa, Lagum firmò un contratto annuale con la DNA Model Management, che aveva accordi di sponsorizzazione con aziende come P&G, Etisalat, Snapp e Verve International, un contratto annuale come ambasciatrice del turismo sudafricano e un premio in denaro di 50.000 dollari.
Dopo aver vinto Africa Next Top Model, Lagum firmò poi un contratto con Boss Model Management in Sudafrica e prese parte anche ad un editoriale per Marie Claire South Africa nell'agosto 2014. Successivamente siglò un  accordo con Heroes Model Management e si trasferì a New York. Nel campo cinematografico, ha interpretato il ruolo della regina Sheba in Tremila anni di attesa, film drammatico romantico fantasy diretto da George Miller con Tilda Swinton e Idris Elba, uscito nelle sale il 26 agosto 2022.

## Filmografia
- Tremila anni di attesa (Three Thousand Years of Longing), regia di George Miller (2022)

## Agenzie
- Heroes Model Management - New York